# Schronisko w Sokolicy Drugie
Schronisko w Sokolicy Drugie, Schronisko Drugie w Sokolej – jaskinia typu schronisko na Sokolej Górze w miejscowości Olsztyn w województwie śląskim, w powiecie częstochowskim. Pod względem geograficznym znajduje się na Wyżynie Mirowsko-Olsztyńskiej będącej częścią Wyżyny Częstochowskiej.

## Opis obiektu
Schronisko znajduje się na północnych stokach Sokolej Góry w rezerwacie przyrody Sokole Góry, w tej samej grupie skał, co Schronisko w Sokolicy Pierwsze, w podległości 15 m na południe od niego. Otwór do schroniska znajduje się u południowo-wschodniej podstawy skały, przy ziemi, ma miskowaty kształt, wysokość 0,3 m i szerokość 1,1 m. Za otworem jest korytarzyk o wysokości 0,8 m i długości 6 m.
Schronisko powstało w wapieniach pochodzących z późnej jury. Jest widne do końca, w zimie przemarzające. Namulisko jest ilaste, o dużej miąższości, prawdopodobnie było całkowicie zamulone, z czasem część osadów uległa wypłukaniu. Strop i ściany są myte, ogładzone, bez nacieków. Ściany przy otworze porośnięte glonami.

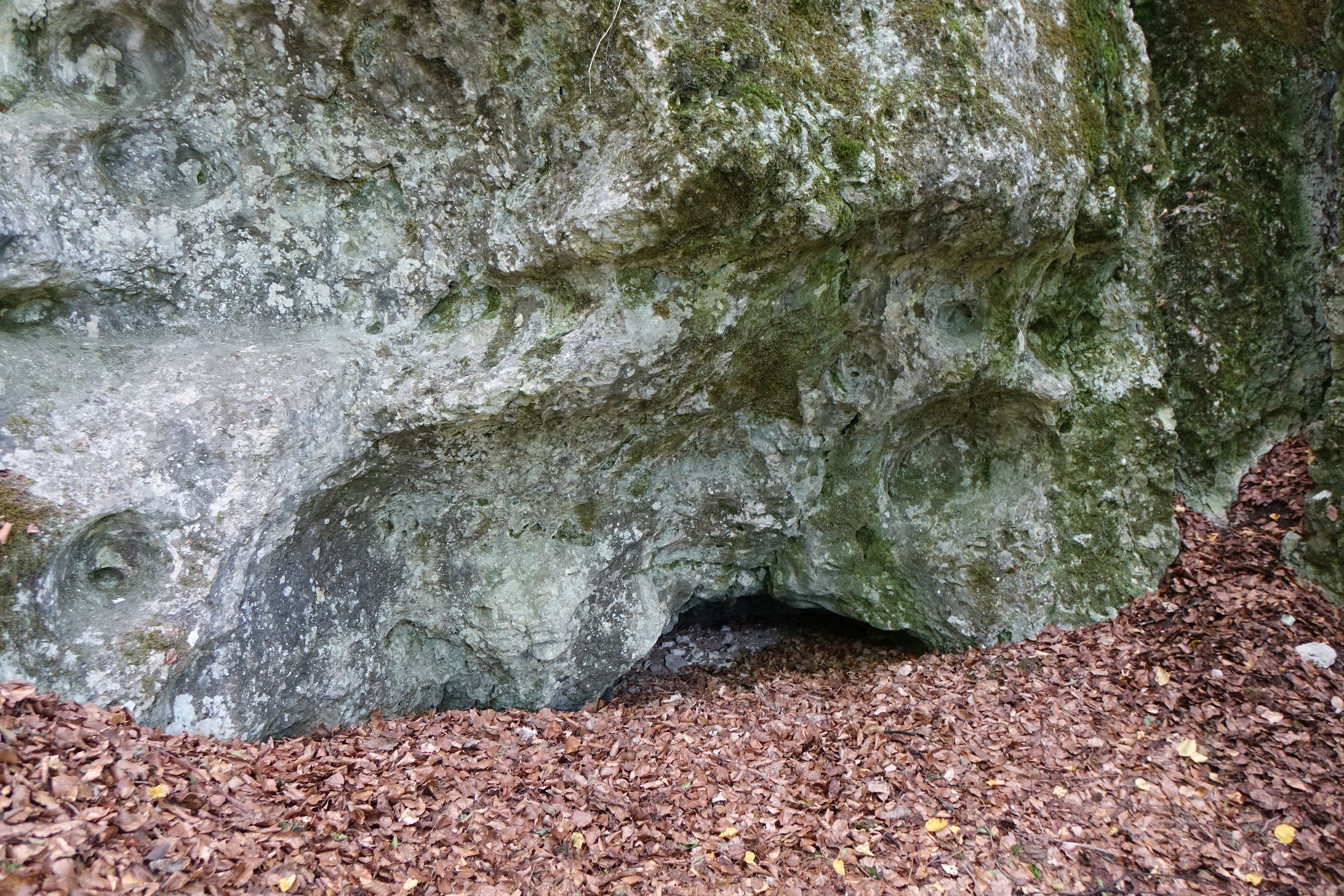
Otwór